# Heybot!
Heybot! (ヘボット!) Es una serie de anime dirigida al público infantil que comenzó a transmitirse en Japón desde el 18 de septiembre de 2016 por Tv Asahi, y en el resto del mundo a través de Crunchyroll.

## Historia
La historia transcurre en Nejigajima, la isla en forma de tornillo (“neji” significa tornillo en japonés), donde seguiremos las aventuras de sus protagonistas, Heybot y el príncipe Nejiru en la búsqueda de los diferentes tornillos “Bokya Neji”, los cuales al ponerlos en sus cabezas les otorgarán los poderes de contar los mejores chistes que les permitirán ganar las “Bokya batallas”, donde gana el que cuente el mejor chiste.

## Personajes
- Nejiiru: el compañero “nejiai” de Heybot. Es un príncipe que adora los tornillos.

### Bokyabots
- Heybot: un Bokyabot muy patoso nacido del “espíritu del tornillo” de Nejiru.

### Bokyabots del Zodiaco
- DJ Sarukkii: un Bokyabot de tipo mono que además es un rapero DJ al que le encanta rimar.

- Cat Beetiger: un Bokyabot tipo tigre cuyo tornillo tiene la forma de una rueda de conducción. Una vez empieza a correr no para, y es muy temperamental.

- Sky Rabbit: un Bokyabot tipo conejo cuyo tornillo tiene la forma de un buzón. Tiene unas grandes orejas que le permiten volar, y entrega cosas importantes.

## Tornillos
En la serie hay 4 grupos de tornillos diferentes: azul, rojo, amarillo y verde, combinarlos de manera efectiva durante una Bokyabattle asegura la victoria.